# Asedio de Königsberg
El asedio de Königsberg tuvo lugar en la ciudad del mismo nombre (hoy Kaliningrado, Rusia), por fuerzas prusias contra una de las principales fortalezas de los caballeros teutónicos, durante el Gran Levantamiento Prusiano en 1262.
Los paganos prusios se levantaron contra los conquistadores que intentaban la conversión forzada al cristianismo, tras la derrota de los caballeros teutónicos y sus aliados de la Orden de Livonia en la batalla de Durbe infligida por una alianza de lituanos y samogitios en 1260. Los primeros años de la rebelión se inclinaron a favor de los prusianos que derrotaron a la Orden Teutónica en varias batallas y asedios a sus castillos. No obstante, los prusianos tenían serias dificultades para atacar y asediarlos.
Los prusios construyeron pequeños fuertes en todos los accesos alrededor de la ciudad por lo que podían bloquear cualquier contacto con el exterior. El Gran Maestre de la Orden Teutónica trabajó para aliviar el asedio de la hambrienta guarnición en Königsberg. En enero de 1262 llegaron refuerzos de Renania, conducidos por el conde Guillermo de Jülich. Su ejército llegó por la tarde deseando atacar inmediatamente a los paganos, pero esperaron hasta la mañana siguiente. Durante la madrugada, los prusianos abandonaron sus fuertes y se escondieron en los bosques cercanos. Con la certeza que los sambianos habían regresado a su territorio, los cruzados cabalgaron hacia la ciudad y entonces fueron emboscados. Siguió una dura refriega y los prusianos fueron conducidos hasta un pequeño pueblo. Cuando los refuerzos llegaron de Königsberg, la batalla estaba ganada. Los cruzados contaron cerca de 3.000 cuerpos del enemigo. Cuando los renanos regresaron a su territorio, los sambianos siguieron con su asedio.
Esta vez los asediados tenían suficientes alimentos y suministros para aguantar hasta el verano y esperar más recursos que llegarían por el río Pregel. No obstante, los prusianos lo sabían y se prepararon convirtiendo sus naves fluviales en buques de guerra y tuvieron éxito destruyendo las naves de suministros que intentaban llegar a Königsberg. Construyeron un puente de buques y un fuerte de madera pero los caballeros teutónicos, contra todo pronóstico, quemaron ambos con éxito.
Llegaron refuerzos para los sambianos de Herkus Monte de Natangia y los cruzados decidieron entrar en batalla hiriendo gravemente a Herkus, obligando a los natangianos a la retirada. Los sambianos también se retiraron pues no podían frenar el suministro y frenar los refuerzos de la  orden militar. El asedio demostró la debilidad de los prusianos y el poder de la Orden Teutónica. 